# James Burke (historiador)
James Burke (nació el 22 de diciembre de 1936) es un locutor británico, historiador de la ciencia, autor y productor de televisión, conocido entre otras cosas por su serie de documentales de televisión Conexiones (1978) y su más filosóficamente orientada producción compañera, El día que el universo cambió (1985), enfocándose en la historia de la ciencia y la tecnología fermentado con un sentido de humor. El Washington Post lo ha llamado "una de las mentes más intrigantes del mundo occidental".

## Biografía
Burke nació en Derry, Irlanda del Norte. Fue educado en la Escuela de Gramática de Maidstone y en el Jesus College, Oxford, en donde ganó un Master of Arts (M.A.) en inglés medio.
Más tarde, Burke se trasladó a Italia, en donde dio una conferencias en las universidades de Bolonia y Urbino así como en escuelas inglesas en ese país. Mientras estaba en Italia, lo contrataron para la creación de un diccionario inglés-italiano y la publicación de una enciclopedia del arte. En 1966, después de un período de trabajo de broadcasting, Burke se trasladó a Londres para juntarse con el Science and Features Department de la BBC, donde fue el anfitrión o coanfitrión de diversos programas. También trabajó durante algún tiempo como profesor de inglés como idioma extranjero en la Regency Language School en Ramsgate.
Burke primero hizo su nombre como un reportero en la serie de ciencia de la BBC, Tomorrow's World (El mundo del mañana). Era reportero ancla y jefe de ciencia de la televisión de la BBC en las misiones del Proyecto Apolo, siendo el presentador principal en la cobertura de la BBC de los primeros aterrizajes en la Luna en 1969.
Burke coprodujo (con Mick Jackson) Conexiones en 1978, una aclamada serie documental de 10 partes, que fue puesta al aire por primera vez en la BBC y posteriormente en los canales de PBS en los Estados Unidos. La serie trazó las trayectorias de la invención y del descubrimiento a través de sus interrelaciones en la historia, con cada episodio haciendo la crónica de una trayectoria particular, generalmente en orden cronológico, y fue un gran éxito para Burke, siendo la serie de PBS más vista hasta ese tiempo. Fue seguida por Conexiones² de 20 partes (1994), y luego la serie Connections³ de 10 partes (1997). Más adelante, fue mostrada en más de 50 países y apareció en cerca de 350 curricula universitarios. Adicionalmente, el libro que siguió a la serie fue también un best seller en ambos lados del Atlántico.
En 1985, Burke coprodujo (con Richard Reisz y John Lynch) una serie de 10 partes, El día que el universo cambió (revisado en 1995). Esta serie se enfoca más en los aspectos filosóficos del cambio científico en la cultura occidental. Burke también ha sido un contribuidor regular para las revistas Scientific American y Time y ha servido como consultor al proyecto SETI. Ha recibido las medallas de plata y oro de la Royal Television Society. En 1998 lo hicieron un compañero honorario de la Society for Technical Communication.

En contraste con el final de Conexiones, en las cuales Burke se preocupaba de que la computación y las comunicaciones estarían cada vez más en las manos de una élite experta, en las escenas finales El día que el universo cambió, además sugiere que una próxima revolución en la tecnología de las comunicaciones o la computación permitiría que la gente por todo el mundo intercambiara ideas y opiniones instantáneamente:
"Pero, irónicamente, el último producto de ese modo de hacer las cosas es un nuevo instrumento, un nuevo sistema que, al mismo tiempo que puede hacer la conformidad más rígida, más totalitaria que nunca en la historia también podría abrir todo plenamente.
Porque con él podríamos operar en la creencia de que valores y normas y ética y hechos y verdad todos dependen de su visión del mundo y que puede haber tantas visiones como personas. Y con esto capaz de llevar la cuenta de esas millones de opiniones expresadas electrónicamente podríamos ser capaces de levantar las limitaciones de conformarnos a cualquier forma de gobierno representativo centralizada, que se inventó originalmente porque no había modo de oír la voz de todo el mundo. Usted podría ser capaz de dar acceso sin obstáculos, sin pruebas a todo el mundo al conocimiento, porque una computadora haría el trabajo cotidiano para el cual sólo calificaban unos pocos elegidos por un sistema educativo originalmente diseñado para un mundo donde sólo pocos podían ser educados.
Usted podría acabar con la regimentación de la gente que vive y trabaja en ciudades vastas, inmanejables, uniéndolos, en su lugar, en una comunidad electrónica donde los Himalayas y Manhattan disten sólo una fracción de segundo.
Usted podría, con eso, y mucho más, romper el molde que nos ha contenido desde el comienzo, en un mundo futuro que describiríamos como “anarquía balanceada” y ellos describirán como una sociedad abierta, tolerante con todas las visiones, consciente de que no hay un modo privilegiado de hacer las cosas.
Sobre todo, capaz de acabar con la tragedia más grande de nuestra era, el derroche de talento humano de siglos que no pudimos o no quisimos usar.
¿Utopía? ¿Por qué?
Si, como he dicho todo el tiempo, el universo es lo que usted dice que es, entonces dígalo."
El desarrollo y la extensión del acceso a Internet muestra que esta opción resultó correcta, aunque sin embargo el conflicto entre una libre circulación del conocimiento y de las opiniones, se enfrenta a una fuerte tendencia en el control por parte de gobiernos y corporaciones, mostrando que esta dualidad planteada por James Burke sigue vigente.

## KnowledgeWeb
James Burke es la figura prominente del  (Proyecto WebDelConocimiento). Ésta es la encarnación digital de sus libros y programas de televisión, que permite que el usuario vuele a través de la historia y cree sus propias trayectorias conectivas. Según lo que aparece en el sitio, éste tendrá eventualmente reconstrucciones immersivas, habitadas con recreaciones de realidad virtual de gente y lugares históricos.